# بالیکتی (شهرستان تاق‌تاگل)
بالیکتی (به لاتین: Balykty) یک منطقهٔ مسکونی در قرقیزستان است که در شهرستان تاق‌تاگل واقع شده‌است. بالیکتی ۱۱۱ نفر جمعیت دارد و ۱٬۵۰۸ متر بالاتر از سطح دریا واقع شده‌است.